# Wierzchowice (powiat jaworski)
Wierzchowice (niem. Würchwitz) – wieś w Polsce położona w województwie dolnośląskim, w powiecie jaworskim, w gminie Wądroże Wielkie.

## Podział administracyjny
W latach 1975–1998 miejscowość należała administracyjnie do województwa legnickiego.

## Zabytki
We wsi znajduje się zabytkowy pałac.

## Religia
Wierni kościoła rzymskokatolickiego należą do parafii pw. Wniebowzięcia Najświętszej Marii Panny w Mierczycach, należącej do dekanatu Jawor.